# JADE (detector de partículas)
JADE foi um detector de partículas no acelerador de partículas, PETRA, no  instituto DESY, em Hamburgo. Foi operado de 1979 a 1986. A realização científica mais importante do JADE foi a descoberta do glúon em três eventos de jato. Também ajudou muito no estabelecimento da cromodinâmica quântica. O JADE é um acrônimo em inglês para o Japão, Alemanha e Inglaterra, os três países de onde as universidades participantes se originaram.
A câmara de jatos de JADE agora é exibida na sala de aula de física da Universidade de Heidelberg. Embora os últimos dados obtidos com o JADE tenham mais de 20 anos, a análise continua com o artigo mais recente publicado em 2005.